# District de Kabong
Le district de Kabong (malais : Daerah Kabong) est un district administratif de l'État malaisien du Sarawak, qui fait partie de la Division de Betong. La capitale du district est dans la ville de Kabong.

### Liens connexes
- Districts de Malaisie